# Tantilla alticola
Espèce
Synonymes
- Homalocranium alticola Boulenger, 1903
- Homalocranium coralliventre Boulenger, 1913
- Tantilla costaricensis Taylor, 1954

Tantilla alticola  est une espèce de serpents de la famille des Colubridae.

## Répartition
Cette espèce se rencontre jusqu'à 2 743 m d'altitude :
- dans le nord-ouest de la Colombie ;
- au Costa Rica ;
- au Nicaragua.

Sa présence est incertaine au Panama.

## Description
L'holotype de Tantilla alticola mesure 330 mm dont 75 mm pour la queue. Cette espèce a la face dorsale brun sombre. Le dessus de sa tête porte une marque jaune cerclée de noir et une marque triangulaire noire au niveau de la tempe. Son œil est souligné d'un point noir. Sa face ventrale est blanc jaunâtre.

## Étymologie
Son nom d'espèce, du latin altus, « élevé », et cola, « habitant », lui a été donné en référence au fait que les premiers spécimens ont été découverts à environ 2 700 m d'altitude.

## Publication originale
- Boulenger, 1903 : Descriptions of new snakes in the collection of the British Museum. Annals and Magazine of Natural History, sér. 7, vol. 12, p. 350-354 (texte intégral).